# 東西寺春秋
東西寺 春秋（とうざいじ はるあき、1948年（昭和23年）4月29日 - ）は、日本の著作家。
マネジメント及びプロデュースは、有限会社ディレクションズが行う。岡山県出身。

## 著書
- 「欲望のスキ間師3/4ワルツ」アルス出版
- 「詐欺師の手口90～神出鬼没！パクリのテクニック」日本文芸社
- 「詐欺とパクリの裏手口～海千山千！騙しのテクニック～」日本文芸社
- 「浮浪者からホテル王になった男」ぶんか社
- 「ヨコハマベイブリッジ収奪事件」全日法規
- 「血賊―The LEGEND of BLOOD BUYER」ぶんか社
- 「世にも奇妙な詐欺師の手口55」コスモトゥーワン